# Nancy Uranga Romagosa
Nancy Uranga Romagosa (* 17. August 1954; † 6. Oktober 1976 in Bridgetown, Barbados) war eine kubanische Florettfechterin. Sie nahm am Fechtturnier der Olympischen Sommerspiele 1976 teil und starb im selben Jahr beim Zeitbombenattentat auf den Cubana-Flug 455 über dem Karibischen Meer kurz vor der barbadischen Hauptstadt Bridgetown.

## Leben und Karriere
Nancy Uranga stammt aus der nach dem kubanischen Autor Pablo de la Torriente Brau benannten Zuckerfabrik in Pinar del Río, der Hauptstadt der gleichnamigen Provinz im Westen Kubas. Die Biologiestudentin der Universität von Havanna galt als eine der besten Fechterinnen ihres Landes und nahm in ihrem Sport ab 1972 an diversen internationalen Events und Turnieren teil. Dabei besuchte sie in noch jungen Jahren Turniere in Ländern wie die DDR, Panama, Mexiko, Ungarn, Italien oder Kanada.
1975 nahm sie am Fechtturnier der Panamerikanischen Spiele 1975 in Mexiko-Stadt teil, wo sie allerdings ohne Medaillen blieb, jedoch ihre Teamkollegin Margarita Rodríguez Gold im Einzel und die Damenmannschaft bestehend aus María Esther García, Milady Tack-Fang, Marlene Font und der bereits genannten Margarita Rodríguez ebenfalls die Goldmedaille erkämpften. Im darauffolgenden Jahr nahm Uranga am Fechtturnier der Olympischen Sommerspiele 1976 in Montreal teil. Dort konnte sie sich nicht gegen die übermächtige Konkurrenz durchsetzen und verlor die ersten vier Duelle klar gegen die Belgierin Marie-Paule Van Eyck, die Slowakin Katarína Lokšová-Ráczová, die Sowjet Olga Knjasewa und die Schwedin Kerstin Palm, woraufhin sie auf dem 47. und damit vorletzten Platz im Endklassement ausschied.
Noch im gleichen Jahr nahm die zu dieser Zeit schwangere Uranga an einem karibisch-zentralamerikanischen Fechtturnier in Guyana teil, wohin sie mit einer 24-köpfigen kubanischen Auswahl, bestehend vor allem aus jungen Athleten, geflogen war. Beim Rückflug wurde die Douglas DC-8-43 mit 73 Personen an Bord durch ein Zeitbomben-Attentat zum Absturz gebracht; alle Personen an Bord starben beim Absturz von Cubana-Flug 455 ins Karibische Meer an der Küste der barbadischen Hauptstadt Bridgetown, wo das Flugzeug kurz zuvor zwischengelandet war. Im Gedenken an die Opfer dieses Attentates, das bis zu den Terroranschlägen am 11. September 2001 als schwerstes Luftfahrtattentat auf dem amerikanischen Kontinent galt, wurde unweit der Unfallstelle in Strandnähe ein Denkmal in Form eines Obelisken errichtet.